# Bors János (történetíró)
Bors János krónikaíró.
Régi csíkszentkirályi birtokos családból származott. Kortársként az 1595–1619 közötti időszakról, Báthory Zsigmond és Mihály vajda időszakáról írt krónikát, amelyet Nagyajtai Kovács István jelentetett meg az Erdélyország Történetei Tára című sorozatban (I. 1837. 171–182. l.), a kolozsvári líceum könyvtárában levő kézirat alapján. A krónikát a jelenkori kutatók értékes forrásmunkának tartják.